# 李郁 (正統進士)
李郁（1408年—？），字若虛，江西南昌府豐城縣人，民籍，明朝政治人物。

## 生平
順天鄉試第十九名舉人，正統四年（1439年）己未科會試第五十九名，三甲第二十二名進士。授禮部主事，出為太平府知府，卒於官。

## 家族
曾祖李仁靜；祖父李濟英；父李篤恭，盧氏縣丞。